# Eugenia grandiflora
Eugenia grandiflora är en myrtenväxtart som beskrevs av Otto Karl Berg. Eugenia grandiflora ingår i släktet Eugenia och familjen myrtenväxter.
Artens utbredningsområde är Venezuela. Inga underarter finns listade i Catalogue of Life.